# Promise (末次由紀の漫画)
『Promise』（プロミス）は、末次由紀による日本の漫画作品、及び同作品を表題とした漫画短編集。

## 概要

### 漫画作品
1996年、『別冊フレンド』（講談社）9月号に掲載された100ページの読み切り作品。少年が大人になっていく過程で恋を通じて成長して行く様子を描いた作品。

### 短編集
表題作を含む読み切り作品3作品を収録。2005年10月、作者の作画盗用問題に伴って絶版・回収となった。
- Promise
- 制服のイヴ - 『別冊フレンド』1996年12月号に掲載
- 君の白い羽根 - 天国のKiss - 『別冊フレンド』1996年11月号に掲載

## あらすじ
時任恵介は、高校1年生の夏、唐津の祖母の家を訪れ、藤森なぎさという少女と出会う。将来への悩みを抱えていた恵介は、病弱だが明るく前向きに生きるなぎさの姿に励まされる。しかし、2人の別れの日、彼女は病に倒れ、恵介に素敵な先生になってほしいという言葉を残して息を引き取る。その約束を果たすため、教師をめざす恵介は高校3年生になり、学校一の美女・麻宮みのりと付き合い始める。なぎさに恥ずかしくない人間になりたいという恵介の思いを理解してくれるみのりだったが、彼女は恵介に言えない悩みを抱えていた。偶然、その悩みを知った恵介は、みのりの力になろうとするが、自分の無力さを痛感。みのりは北海道の叔母のもとへ旅立つ。6年後、小学校の教師になった恵介は、偶然みのりと再会。恵介はみのりにプロポーズする。

## 主な登場人物
時任 恵介（ときとう けいすけ）
主人公。私立金澤高校に通う。一流の進学校に行けなかった挫折感と将来への不安を抱えていたときになぎさと出会う。なぎさとの約束である教師になることが夢。高校3年生の時には生徒会長を務める。その後、小学校の教師になり、夢を実現する。愛読書は伊藤左千夫の『野菊の墓』。
藤森 なぎさ（ふじもり なぎさ）
恵介の祖母宅の隣に住む少女。恵介と同い年だが、病弱で学校を休みがちだったため中学2年生。いつも笑顔を絶やさず、普通の生活がしたいと願っている。恵介との別れの日に倒れ、息を引き取る。
麻宮 みのり（まみや みのり）
恵介の同級生。学校一の美女と言われている。

## 書誌情報
- 末次由紀 『Promise』 講談社〈講談社コミックスフレンドB〉全1巻、1996年12月12日発売、ISBN 4-06-303051-2[1]